# Flight Unlimited II
Flight Unlimited II est un jeu vidéo de simulation de vol acrobatique développé par Looking Glass Studios et publié par Eidos Interactive en décembre 1997. Il fait suite à Flight Unlimited, publié en 1995, et permet au joueur de piloter cinq types d’avions au-dessus de la région de la baie de San Francisco dont le trafic aérien est simulé par la présence de 600 autres avions pilotés par l’intelligence artificielle du jeu,. Il se démarque de son prédécesseur en mettant de côté l’aspect voltige aérienne au profit d’une simulation de vol civile. Pour coller à cette nouvelle approche, il bénéficie d’un nouveau moteur de jeu et d’un nouveau moteur physique, le programmeur de celui de Flight Unlimited, Seamus Blackley, ayant quitté le studio,,. 
Avec Flight Unlimited II, l’objectif de Looking Glass Studios est de créer une simulation immersive pour le joueur et de concurrencer la franchise Microsoft Flight Simulator. À sa sortie, le jeu est bien accueilli par la presse spécialisée qui salue la qualité de ses graphismes et de son moteur physique ainsi que sa reproduction du trafic aérien. Il est cependant considéré par plusieurs critiques comme étant moins bon que Flight Simulator 98. Le jeu connu un succès commercial suffisant pour couvrir ses frais de développement  et a bénéficié d’une suite, Flight Unlimited III, publiée en 1999. Le développement d’un spin-off, se focalisant sur les combats et baptisé Flight Combat, a également été envisagé. Le projet a cependant pris du retard, le jeu étant finalement publié en 2002 sous le titre Jane's Attack Squadron.